# Polska na Mistrzostwach Europy w Lekkoatletyce 1978
Polska na Mistrzostwach Europy w Lekkoatletyce 1978 – reprezentacja Polski podczas zawodów liczyła 46 zawodników, którzy zdobyli siedem medali w tym dwa złote.

## Rezultaty

### Mężczyźni
- bieg na 100 metrów
  - Leszek Dunecki zajął 5. miejsce
  - Marian Woronin odpadł w półfinale
- bieg na 200 metrów
  - Leszek Dunecki zajął 4. miejsce
  - Zenon Licznerski zajął 6. miejsce
- bieg na 400 metrów
  - Jerzy Pietrzyk nie wystartował w biegu finałowym
  - Ryszard Podlas odpadł w półfinale
- bieg na 5000 metrów
  - Jerzy Kowol odpadł w eliminacjach
- bieg na 10 000 metrów
  - Jerzy Kowol zajął 10. miejsce
  - Ryszard Kopijasz zajął 17. miejsce
- maraton
  - Ryszard Marczak zajął 15. miejsce
  - Ryszard Kopijasz nie ukończył
- bieg na 110 metrów przez płotki
  - Jan Pusty zajął 2. miejsce
  - Romuald Giegiel zajął 7. miejsce
- bieg na 3000 metrów z przeszkodami
  - Bronisław Malinowski zajął 1. miejsce
  - Krzysztof Wesołowski zajął 11. miejsce
  - Kazimierz Maranda odpadł w eliminacjach
- sztafeta 4 × 100 metrów
  - Zenon Nowosz, Zenon Licznerski, Leszek Dunecki i Marian Woronin zajęli 1. miejsce
- sztafeta 4 × 400 metrów
  - Jerzy Włodarczyk, Zbigniew Jaremski, Cezary Łapiński i Ryszard Podlas zajęli 2. miejsce
- chód na 20 kilometrów
  - Bohdan Bułakowski zajął 9. miejsce
  - Stanisław Rola zajął 16. miejsce
- chód na 50 kilometrów
  - Jan Ornoch zajął 3. miejsce
  - Bogusław Kmiecik nie ukończył
- skok wzwyż
  - Jacek Wszoła zajął 6. miejsce
- skok o tyczce
  - Władysław Kozakiewicz zajął 4. miejsce
  - Mariusz Klimczyk nie zaliczył żadnej wysokości w finale
  - Tadeusz Ślusarski nie zaliczył żadnej wysokości w kwalifikacjach
- skok w dal
  - Grzegorz Cybulski zajął 4. miejsce
  - Stanisław Jaskułka zajął 10. miejsce
  - Marek Chludziński odpadł w kwalifikacjach
- trójskok
  - Eugeniusz Biskupski zajął 10. miejsce
- rzut dyskiem
  - Dariusz Juzyszyn odpadł w kwalifikacjach
- rzut oszczepem
  - Piotr Bielczyk zajął 8. miejsce

### Kobiety
- bieg na 100 metrów
  - Grażyna Molik odpadła w eliminacjach
- bieg na 200 metrów
  - Zofia Bielczyk odpadła w eliminacjach
  - Jolanta Stalmach odpadła w eliminacjach
- bieg na 400 metrów
  - Irena Szewińska zajęła 3. miejsce
- bieg na 100 metrów przez płotki
  - Lucyna Langer zajęła 5. miejsce
  - Elżbieta Rabsztyn zajęła 7. miejsce
  - Grażyna Rabsztyn nie ukończyła biegu finałowego
- bieg na 400 metrów przez płotki
  - Krystyna Kacperczyk zajęła 5. miejsce
  - Genowefa Błaszak zajęła 8. miejsce
- sztafeta 4 × 100 metrów
  - Grażyna Rabsztyn, Zofia Bielczyk, Jolanta Stalmach i Irena Szewińska zajęły 5. miejsce
- sztafeta 4 × 400 metrów
  - Małgorzata Gajewska, Krystyna Kacperczyk, Genowefa Błaszak i Irena Szewińska zajęły 3. miejsce
- skok wzwyż
  - Urszula Kielan zajęła 8. miejsce
  - Danuta Bułkowska odpadła w kwalifikacjach
- skok w dal
  - Teresa Marciniak odpadła w kwalifikacjach
- rzut oszczepem
  - Bernadetta Blechacz zajęła 8. miejsce
- pięciobój
  - Danuta Cały nie ukończyła konkurencji